# Varthemia
Varthemia é um género botânico pertencente à família Asteraceae.